# Distrito 4 (Cidade de Ho Chi Minh)
O Distrito 4 (em Vietnameita:Quan 4) é um dos 24 distritos da Cidade de Ho Chi Minh, no Vietnam. Está localizado na zona central da cidade . Com uma área total de 4,18 km², o distrito tem uma população de 183 043 habitantes, de acordo com dados de 2010. O distrito está dividido em 9 pequenos subconjuntos que são chamados de alas. 